# Sonido en película

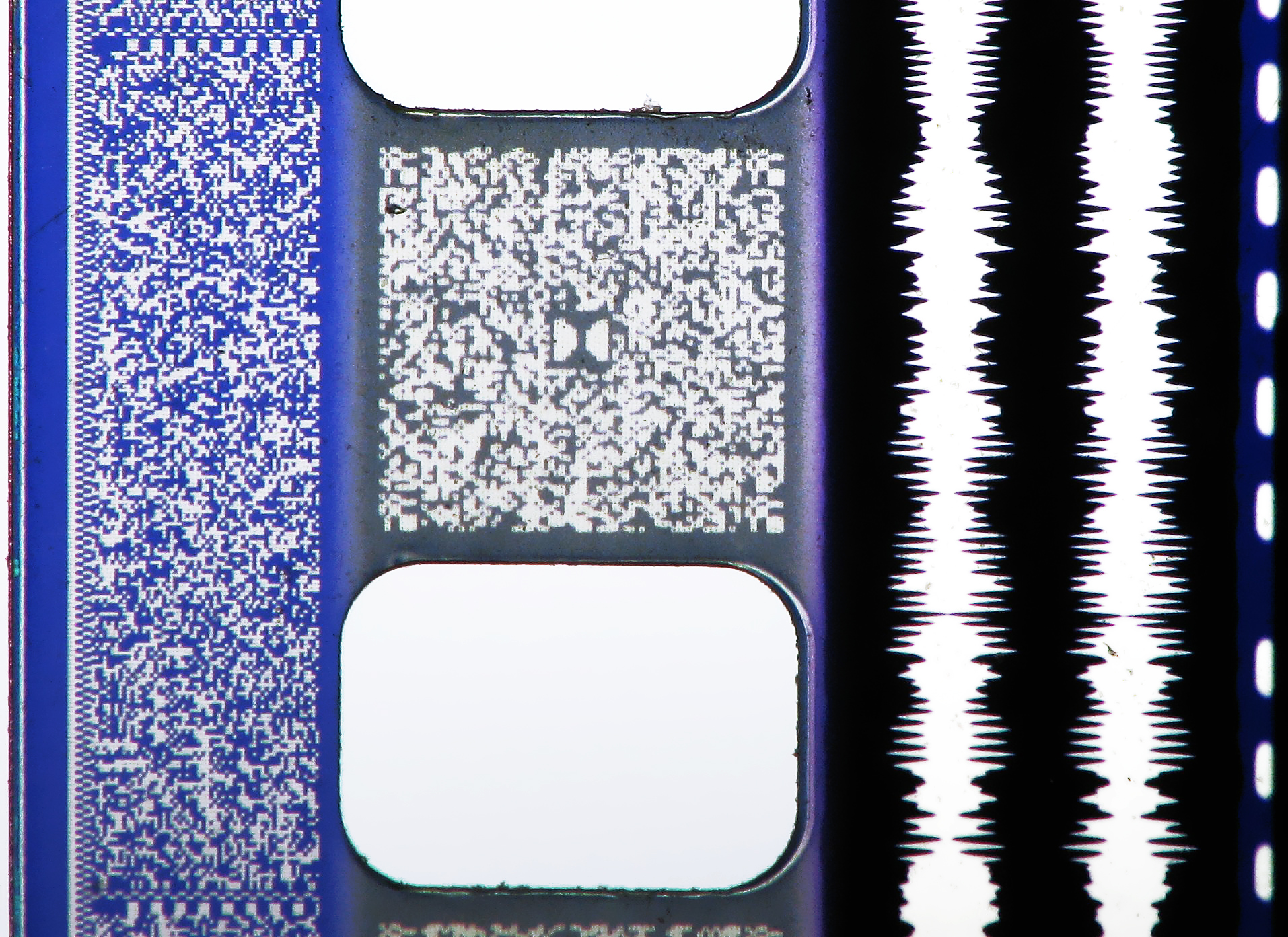
Borde de una copia de una película de 35 mm que muestra las bandas sonoras. La franja más externa (a la izquierda de la imagen) contiene la pista SDDS como una imagen de una señal digital; el siguiente contiene las perforaciones utilizadas para pasar la película a través del proyector, con la pista Dolby Digital (áreas grises) con el logo Dolby Double-D, entre ellas. Las dos pistas de la banda sonora analógica de la siguiente tira son de área variable bilateral, donde la amplitud se representa como una forma de onda. Por lo general, se codifican mediante matriz Dolby Stereo para simular cuatro pistas. Finalmente, en el extremo derecho, se ve el código de tiempo utilizado para sincronizar con un CD-ROM de banda sonora DTS.

El sonido sobre película es una clase de proceso de película sonora en el que el sonido que acompaña a una imagen se graba en una película fotográfica, generalmente, aunque no siempre, en la misma tira de película que contiene la imagen. Los procesos de sonido sobre película pueden grabar una pista de sonido analógica o una pista de sonido digital, y la señal puede ser grabada de forma óptica o magnética. Las tecnologías anteriores eran de sonido sobre disco, lo que significaba que la banda sonora de la película estaría en un disco fonográfico separado.

Izquierda: Pista de tonos de película con densidad variable. Derecha: Pista de área variable.

## Historia
El sonido sobre película se remonta a principios de la década de 1880, cuando Charles E. Fritts presentó una patente reivindicando la idea. En 1923, E.E. Ries presentó una patente para una grabación de banda sonora de densidad variable, que se presentó a la SMPE (ahora SMPTE), y que utilizaba la lámpara de vapor de mercurio como dispositivo modulador para crear una banda sonora de densidad variable. Más tarde, Case Laboratories y Lee De Forest intentaron comercializar este proceso cuando desarrollaron una lámpara incandescente de Aeolite, que se implementó en Movietone Newsreel en el Roxy Theatre en 1927. En 1928, Fox Film compró Case Laboratories y produjo su primera película sonora con diálogos, In Old Arizona, utilizando el sistema Aeolite. El sistema de sonido de densidad variable fue popular hasta mediados de la década de 1940.
Al contrario de la densidad variable, a principios de la década de 1920, la General Electric Company experimentó por primera vez con la grabación de sonido de área variable, y más tarde fue aplicada por RCA, que perfeccionó la tecnología de GE. Después de mediados de la década de 1940, el sistema de área variable reemplazó al sistema de densidad variable y se convirtió en el principal sistema analógico de sonido en película hasta nuestros días.

## Grabación analógica de sonido sobre película.
El método actual más frecuente para grabar sonido analógico sobre una copia de película es mediante la grabación estéreo de área variable (SVA por las siglas en inglés), una técnica utilizada por primera vez a mediados de la década de 1970 y conocida entonces como Dolby Stereo. Una señal de audio de dos canales se graba como un par de líneas paralelas a la dirección de avance de la película a través de la pantalla del proyector. Las líneas cambian de área (se ensanchan o estrechan) dependiendo de la magnitud de la señal. El proyector dirige la luz de una pequeña lámpara, llamada excitador, a través de una rendija perpendicular en la película. La imagen del pequeño trozo de pista expuesta modula la intensidad de la luz, que es recogida por un elemento fotosensible: una fotocélula, un fotodiodo o un CCD.
A principios del siglo XXI, los distribuidores pasaron a utilizar bandas sonoras ópticas de tinte cian en películas de color en lugar de pistas aplicadas, que utilizan productos químicos nocivos para el medio ambiente para conservar una banda sonora en plata (blanco y negro). Debido a que las lámparas excitadoras incandescentes tradicionales producen grandes cantidades de luz infrarroja y las pistas cian no absorben la luz infrarroja, este cambio requirió que los teatros reemplazaran la lámpara excitadora incandescente con un LED o láser rojo de color complementario. Estos excitadores LED o láser son compatibles con pistas más antiguas.
Algunos procesos anteriores, utilizados en películas de 70 mm y presentaciones especiales de impresiones en películas de 35 mm, grababan el sonido magnéticamente en pistas de óxido férrico adheridas a la película, fuera de los orificios de las ruedas dentadas. Los formatos de 16 mm y Super 8 a veces usaban una pista magnética similar en la película de la cámara, unida a un lado de la película en el que los orificios para las ruedas dentadas no habían sido perforados (“perforación simple”) para ese propósito. Ya no se fabrican películas de esta forma, sino películas con una sola perforación sin pista magnética (lo que permite una pista de sonido óptica) o, en el caso de 16 mm, usan el área de banda sonora para obtener una imagen más amplia (formato Super 16).

## Formatos digitales de sonido sobre película
Durante la década de 1990 se introdujeron tres sistemas diferentes de banda sonora digital para películas de 35 mm. Se trata de Dolby Digital, que se almacena entre las perforaciones del lado del sonido; SDDS, almacenado en dos tiras redundantes a lo largo de los bordes exteriores (más allá de las perforaciones); y DTS, en el que los datos de sonido se almacenan en discos compactos separados sincronizados mediante una pista de código de tiempo en la película justo a la derecha de la banda sonora analógica y a la izquierda del fotograma  (sonido en disco). Como estos sistemas de bandas sonoras aparecen en diferentes partes de la película, una película puede contenerlas todas, lo que permite una amplia distribución sin tener en cuenta el sistema de sonido instalado en las salas de exhibición cinematográfica.

## Formatos de sonido sobre película
Casi todos los formatos de sonido utilizados con películas cinematográficas han sido formatos de sonido en película, incluidos:

### Formatos analógicos ópticos
- Fox / Western Electric (Westrex) y Movietone, son formatos de película sonora de densidad variable. (Ya no se usa, pero aún se puede reproducir en proyectores modernos de 35 mm.)
- Tri-Ergon, otro formato de densidad variable prevalente en Alemania y Europa hasta los años 1940. Los derechos de patente estadounidenses de esta empresa con sede en Berlín fueron comprados por William Fox en 1926, lo que provocó una guerra de patentes con la industria cinematográfica estadounidense que duró hasta 1935. Tri-Ergon se fusionó con varios otros competidores alemanes a partir de 1928 para formar el sindicato Tobis Film, controlado por los holandeses, en 1930,[3][4] otorgando la licencia del sistema a UFA GmbH[5] como UFA-Klang.
- RCA Photophone, un formato de área variable desde finales de la década de 1920, que ahora se utiliza universalmente para bandas sonoras ópticas analógicas. Desde finales de los años 1970 normalmente con una matriz de codificación Dolby.

#### Matrices de codificación
- Dolby Stereo (SVA)
- Dolby SR
- Ultra Stereo

### Formatos digitales ópticos
- Dolby Digital
- Sony Dynamic Digital Sound

### Formatos obsoletos
- Cinema Digital Sound, un formato óptico que fue el primer formato de sonido digital comercial, utilizado entre 1990 y 1992.
- Fantasonido. Se trataba de un sistema desarrollado por RCA y Disney Studios con una banda sonora multicanal grabada en una tira de película separada de la imagen. Se utilizó para el estreno inicial de Fantasía de Walt Disney (1940).
- Phonofilm, patentado por Lee De Forest en 1919, desaparecido en 1929.